# Livermore (Californië)
Livermore is een stad in Alameda County in Californië in de VS, die vooral bekend is door het Lawrence Livermore National Laboratory (voor onder meer kernwapens) dat er is gevestigd. Van juni 2012 tot november 2012 stond er in dat laboratorium de sterkste computer ter wereld, de IBM Sequoia.

## Geografie
De totale oppervlakte bedraagt 62,0 km² (23,9 mijl²), geheel bestaande uit land.

## Demografie
Volgens de census van 2000 bedroeg de bevolkingsdichtheid 1183,9/km² (3065,8/mijl²) en bedroeg het totale bevolkingsaantal 73.345 dat bestond uit:
- 81,90% blanken
- 14,37% Spaans of Latino
- 5,80% Aziaten
- 1,57% zwarten of Afrikaanse Amerikanen
- 0,61% inheemse Amerikanen
- 0,28% mensen afkomstig van eilanden in de Grote Oceaan
- 5,34% andere
- 4,51% twee of meer rassen

Er waren 26.123 gezinnen en 19.513 families in Livermore. De gemiddelde gezinsgrootte bedroeg 2,80.

## Langst brandende gloeilamp
In een brandweerkazerne in Livermore hangt een gloeilamp die al sinds 1901 brandt, met uitzondering van stroomstoringen en enkele keren dat de lamp verplaatst moest worden. Dit is de langst brandende gloeilamp ter wereld, en hij heeft onder andere een vermelding in het Guinness Book of Records gekregen.

## Plaatsen in de nabije omgeving
De onderstaande figuur toont nabijgelegen plaatsen in een straal van 24 km rond Livermore.

## Geboren
- Chad La Tourette (1988), zwemmer
- Kyle Allen (1994), acteur

## Partnersteden
- Quetzaltenango,  Guatemala
- Snezjinsk,  Rusland
- Yotsukaido,  Japan